# Frilsham
Frilsham – wieś i civil parish w Anglii, w Berkshire, w dystrykcie (unitary authority) West Berkshire. W 2011 civil parish liczyła 315 mieszkańców. Frilsham jest wspomniane w Domesday Book (1086) jako Frilesham. Pisownia nazwy wsi zmieniała się na przestrzeni wieków: Frilesham (XI w.), Fridlesham (XII-XV w.), Friglesham (XIII w.), Frylseham (XVI-XVII w.) i ostatecznie Frilsham (XVIII w.).